# North American Racing Team
Le North American Racing Team, ou NART, est une écurie de course automobile créée par Luigi Chinetti, importateur de Ferrari aux États-Unis, pour promouvoir la marque en Amérique du Nord (Canada, États-Unis et Mexique) à travers le succès en Grand Tourisme et en Endurance. L'écurie est créée en 1958, quand Chinetti reçoit le soutien de riches pilotes comme George Arents et Jan de Vroom.

## Le NART en course

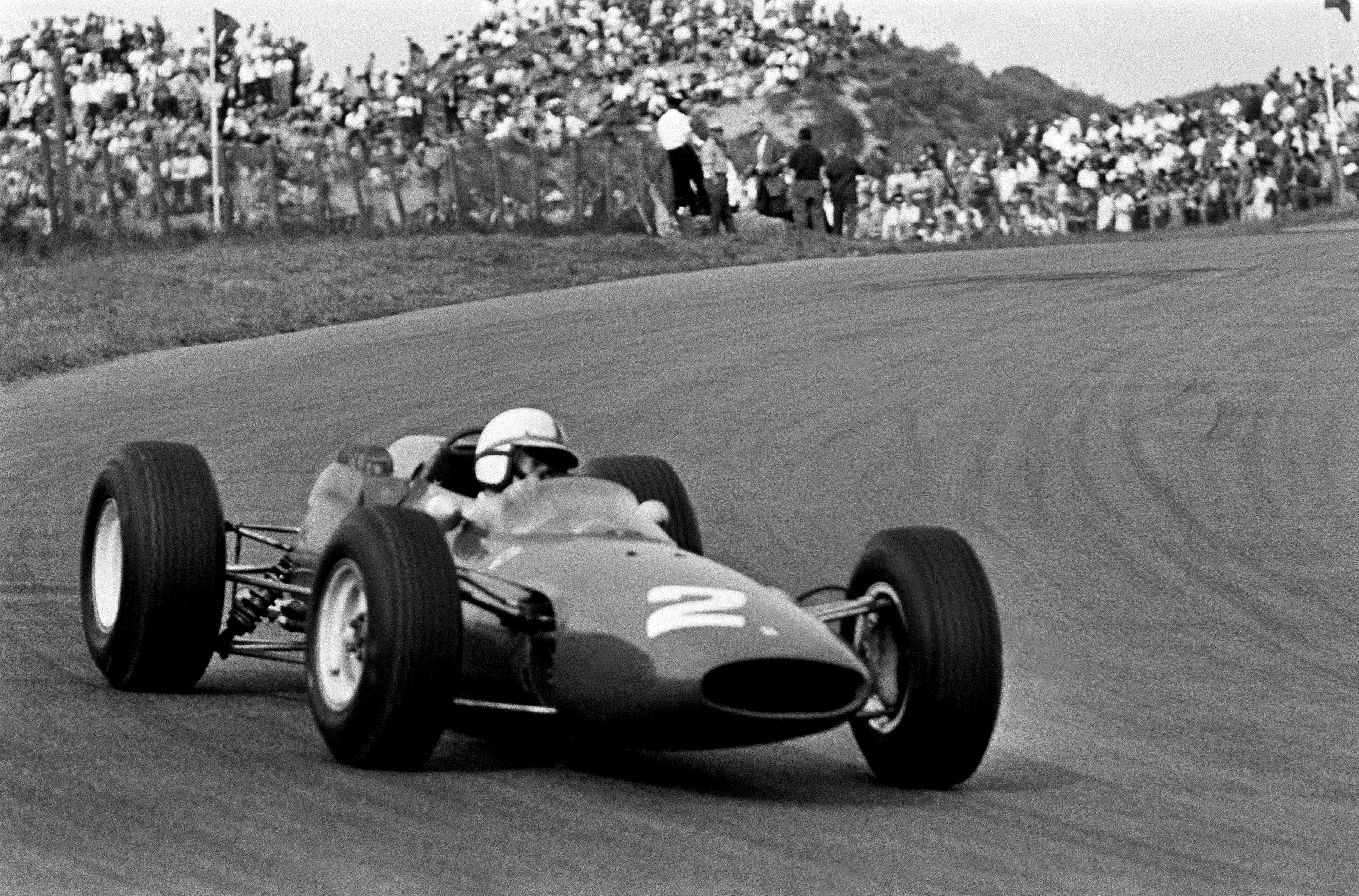
Surtees sur Ferrari 158, ici lors du Grand Prix des Pays-Bas 1964 (2e).

Le NART court seulement sur les plus grandes courses du monde, telles les 24 heures de Daytona en Floride ou les 24 heures du Mans en France. La première course disputée est les 12 heures de Sebring en mars 1958, avec des Ferrari 250.
Une monoplace Ferrari officiellement engagée par le NART a scellé la victoire du Championnat du monde de Formule 1 1964 avec John Surtees car l'équipe d'usine a couru les deux dernières courses dans des voitures peintes en blanc et bleu en signe de protestation contre les autorités de course italiennes, concernant l'homologation d'une nouvelle Ferrari de compétition.
L'apogée du succès de l'écurie en compétition est la dernière victoire Ferrari aux 24 Heures du Mans, en 1965 avec Jochen Rindt et Masten Gregory au volant d'une 250 LM.
Les autres résultats reconnus du NART incluent une troisième place aux 24 Heures de Daytona en 1967 derrière les deux 330P4 d'usine, lors du célèbre triplé réalisé par Ferrari.
Avec une Ferrari 365 GTB/4, le NART finit deuxième des 24 Heures de Daytona en 1973, derrière une Porsche 911.
Le NART courut jusqu'en 1982 ; il a participé à plus de 200 courses avec plus de cent pilotes différents.

## Résultats en championnat du monde de Formule 1
| Saison | Écurie                     | Châssis                              | Moteur                                | Pneus     | Pilotes                                      | Grands Prix disputés |
| ------ | -------------------------- | ------------------------------------ | ------------------------------------- | --------- | -------------------------------------------- | -------------------- |
| 1964   | North American Racing Team | Ferrari 156 Ferrari 158 Ferrari 1512 | Ferrari V6 Ferrari V8 Ferrari Flat-12 | Dunlop    | John Surtees Lorenzo Bandini Pedro Rodríguez | 2                    |
| 1965   | North American Racing Team | Ferrari 158 Ferrari 1512             | Ferrari V8 Ferrari Flat-12            | Dunlop    | Pedro Rodríguez Bob Bondurant                | 2                    |
| 1969   | North American Racing Team | Ferrari 312                          | Ferrari V12                           | Firestone | Pedro Rodríguez                              | 3                    |

| Saison | Châssis      | Moteur              | Pneus | Pilotes         | 1   | 2   | 3   | 4   | 5   | 6   | 7   | 8   | 9   | 10  | 11  |
| ------ | ------------ | ------------------- | ----- | --------------- | --- | --- | --- | --- | --- | --- | --- | --- | --- | --- | --- |
| 1964   | Ferrari 158  | Ferrari 205B 1.5 V8 | D     |                 | MON | NED | BEL | FRA | GBR | ALL | AUT | ITA | USA | MEX |     |
| 1964   | Ferrari 158  | Ferrari 205B 1.5 V8 | D     | John Surtees    |     |     |     |     |     |     |     |     | 2   | 2   |     |
| 1964   | Ferrari 1512 | Ferrari 207 1.5 V12 | D     | Lorenzo Bandini |     |     |     |     |     |     |     |     | Abd | 3   |     |
| 1964   | Ferrari 156  | Ferrari 178 1.5 V6  | D     | Pedro Rodríguez |     |     |     |     |     |     |     |     |     | 6   |     |
| 1965   | Ferrari 1512 | Ferrari 207 1.5 V12 | D     |                 | AFS | MON | BEL | FRA | GBR | NED | ALL | ITA | USA | MEX |     |
| 1965   | Ferrari 1512 | Ferrari 207 1.5 V12 | D     | Pedro Rodríguez |     |     |     |     |     |     |     |     | 5   | 7   |     |
| 1965   | Ferrari 158  | Ferrari 205B 1.5 V8 | D     | Bob Bondurant   |     |     |     |     |     |     |     |     | 9   |     |     |
| 1969   | Ferrari 312  | Ferrari 3.0 V12     | F     |                 | AFS | ESP | MON | NED | FRA | GBR | ALL | ITA | CAN | USA | MEX |
| 1969   | Ferrari 312  | Ferrari 3.0 V12     | F     | Pedro Rodríguez |     |     |     |     |     |     |     |     | Abd | 5   | 7   |

### Victoires en WSC

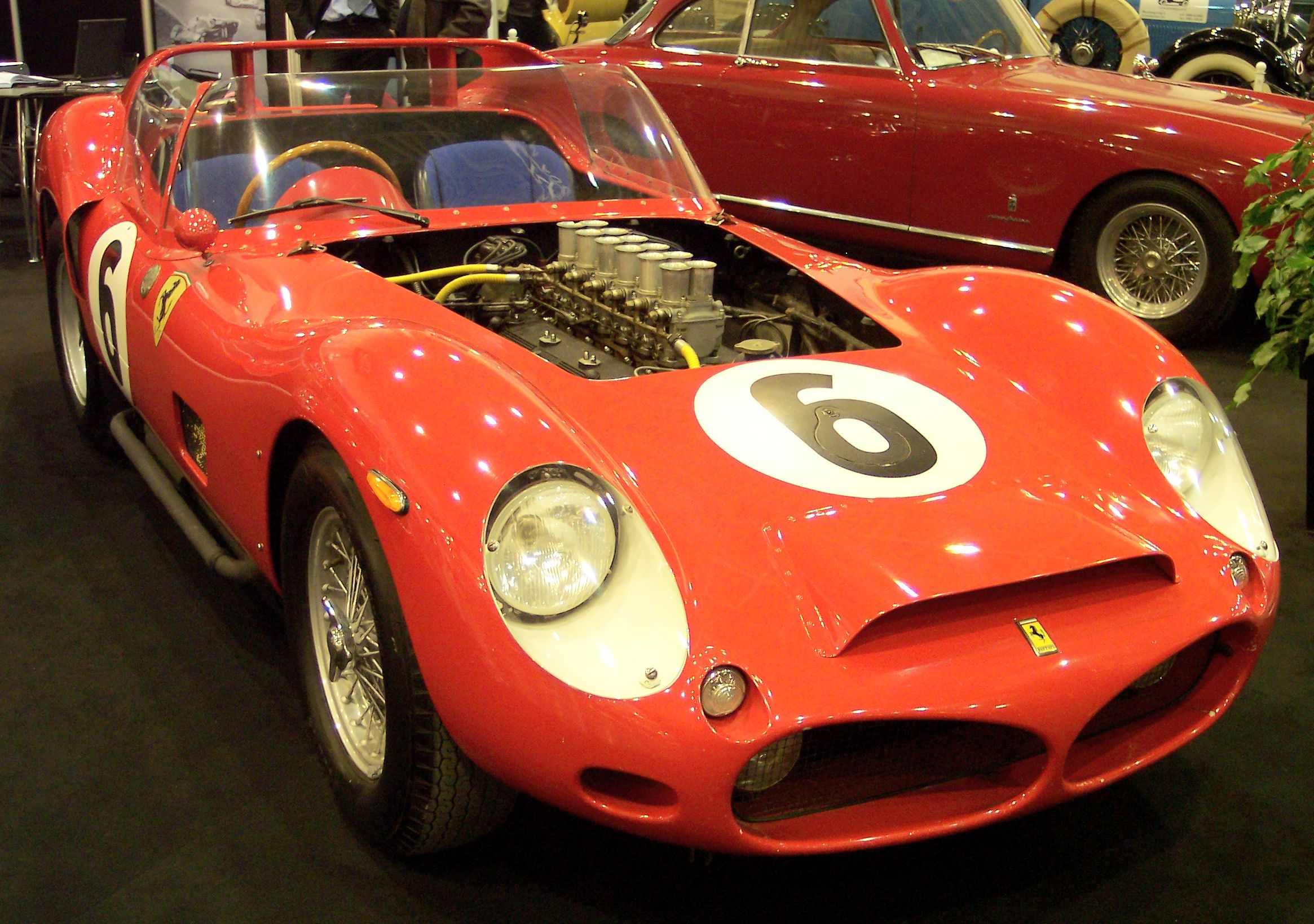
Une Ferrari 330 TRI/LM (Pedro Rodriguez pilota plusieurs fois sur ce modèle avec le NART).

| Année | Course                          | Voiture         | Pilote 1        | Pilote 2/3              |
| ----- | ------------------------------- | --------------- | --------------- | ----------------------- |
| 1962  | 400 kilomètres de Bridgehampton | Ferrari 330TRI  | Pedro Rodríguez |                         |
| 1962  | 1 000 kilomètres de Paris       | Ferrari 250 GTO | Pedro Rodríguez | Ricardo Rodríguez       |
| 1963  | 3 heures of Daytona             | Ferrari 250 GTO | Pedro Rodríguez |                         |
| 1964  | 2000 kilomètres de Daytona      | Ferrari 250 GTO | Pedro Rodríguez | Phil Hill               |
| 1965  | 24 Heures du Mans               | Ferrari 250LM   | Jochen Rindt    | Masten Gregory Ed Hugus |
| 1965  | 12 Heures de Reims              | Ferrari 365P2   | Pedro Rodríguez | Jean Guichet            |

### Autres victoires notables

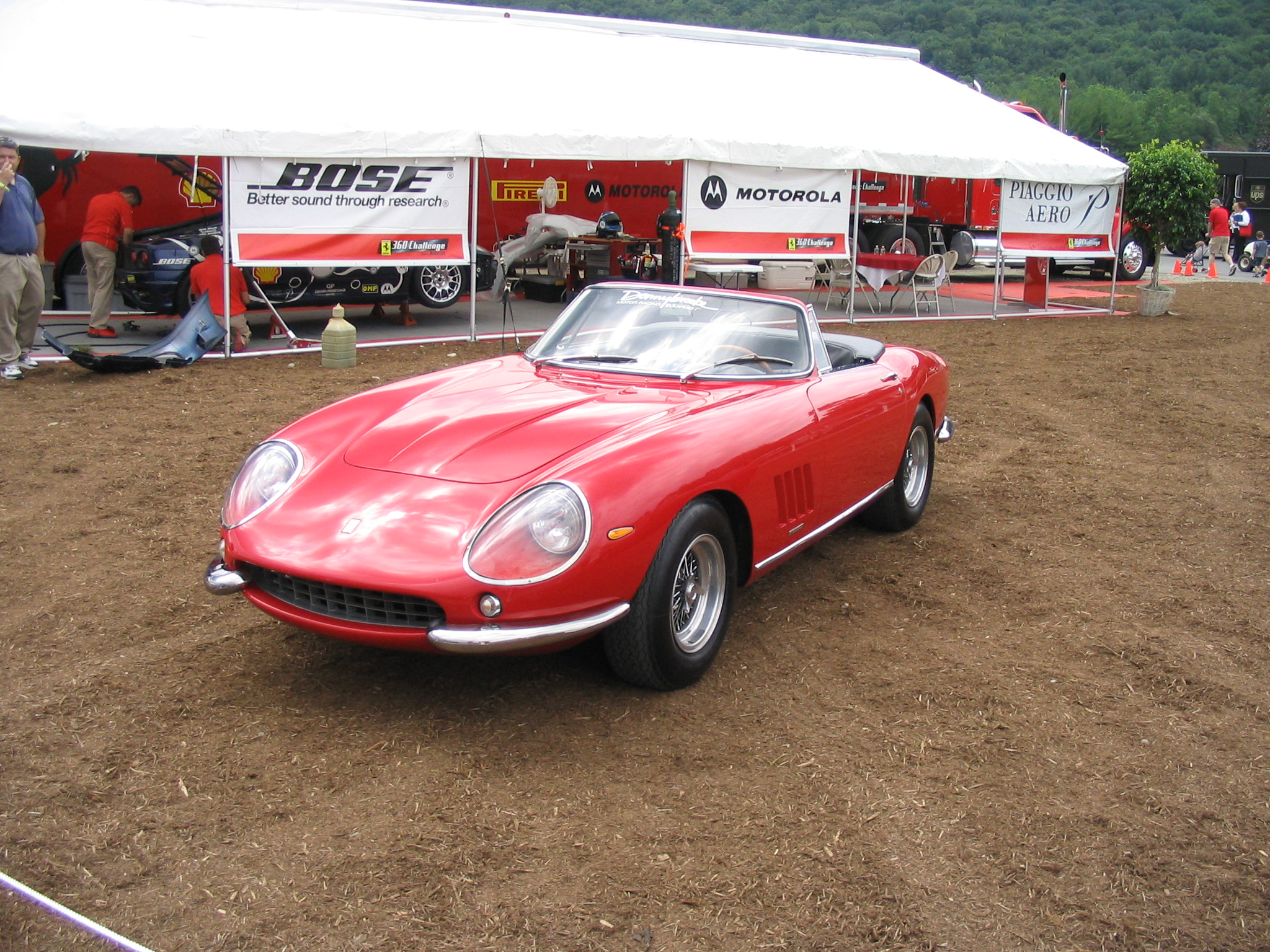
Une Ferrari 275 GTB/4 Spyder du NART (1967 - 10 ex.).

- Road America 500 en 1958, avec Gaston Andrey et Lance Reventlow sur Ferrari 335 Sport;
- 1 000 kilomètres de Paris en 1961, avec Pedro et Ricardo Rodriguez sur Ferrari 250 GT SWB;
- Governor's Trophy des Bahamas en 1961, avec Pedro Rodriguez sur Ferrari 250 TRI;
- Player's Québec Trophy du Mont-Tremblant en 1964, avec Pedro Rodriguez sur Ferrari 275 P;
- Grand Prix de Mosport en 1964, avec Pedro Rodriguez sur Ferrari 330 P.

## NART: les voitures de route
Le NART a également eu un modèle de Ferrari auquel était rattaché son nom : la 275 GTB/4 NART Spyder de 1967 était une version convertible de la 275 GTB/4, demandée spécialement par Luigi Chinetti. Le nombre prévu de 25 voitures ne fut jamais atteint. Seulement 10 sortirent des chaînes de Maranello.